# Hecatera rossica
Hecatera rossica är en fjärilsart som beskrevs av Alphéraky 1908. Hecatera rossica ingår i släktet Hecatera och familjen nattflyn. Inga underarter finns listade i Catalogue of Life.